# 吳朝良
吳朝良為中國清朝武官官員。吳朝良於1853年（咸豐3年）奉旨接替郭揚聲，於台灣地區擔任台灣水師協副將。而隸屬台灣鎮之下的此官職是台灣清治時期的這階段，全台灣的海防軍事層級最高武將，其統帥三標水營，數千名水師兵勇。
| 前任： 郭揚聲 | 台灣水師協副將 1853年上任 | 繼任： 呂大陞 |